# Joan Sforza
```
Joan Sforza
 (en 
italià
: 
Giovanni Sforza
) (
Pesaro
, 
Província de Pesaro i Urbino
, 
1466
 – 
Pesaro
, 
Província de Pesaro i Urbino
, 
1510
) fou un noble italià, Senyor de Pesaro entre 
1483
 i 
1510
.
```

Va néixer el 5 de juliol de 1466 a la ciutat de Pesaro. Era fill de Costanzo I Sforza i net d'Alessandro Sforza. En 1493, després de la mort de la seva primera dona, Maddalena Gonzaga, Joan es va casar amb Lucrècia Borja, però quatre anys després, el papa Alexandre VI (pare de Lucrècia) va desfer eixa unió. Joan va ser expulsat de la ciutat de Pesaro pel germà de Lucrècia, Cèsar Borja. Després de la seva separació amb Lucrècia, Joan es va casar amb Ginevra Tiepolo, amb qui va tenir un fill, Costanzo II Sforza. Va morir el 27 de juliol de 1510 a la ciutat de Pesaro.